# Wiktor Sawinych
Wiktor Pietrowicz Sawinych,  ros. Виктор Петрович Савиных (ur. 7 marca 1940 we wsi Bieriozkiny, obwód kirowski (ZSRR)); doktor nauk technicznych, kosmonauta radziecki, Lotnik Kosmonauta ZSRR.

## Wykształcenie i praca zawodowa
- 1957 – ukończył szkołę średnią we wsi Tarasowy w obwodzie kirowskim.
- 1960 – został absolwentem Technikum Transportu Kolejowego w Permie a po jego ukończeniu przez kilka miesięcy pracował w kolejowej brygadzie remontowej.
- 1960–1963 – odbywał zasadniczą służbę wojskową; był żołnierzem służby topograficznej.
- 1969 – ukończył Moskiewski Instytut Inżynierów Geodezji, Aerofotografii i Kartografii (МИИГАиК – Московский институт инженеров геодезии, аэрофотосъемки и картографии) uzyskując tytuł inżyniera mechanika w specjalności optyka.
- 1969–1978 – jako inżynier pracował na różnych stanowiskach w CKBEM – Centralnym Biurze Konstrukcyjnym Eksperymentalnej Budowy Maszyn przemianowanym później na NPO Energia (obecnie RKK Energia). Uczestniczył w przygotowaniu urządzeń optycznych dla statków kosmicznych Sojuz, stacji orbitalnych oraz planowanych załogowych statków księżycowych. Zajmował się także przygotowywaniem dokumentacji pokładowej pojazdów kosmicznych.
- 1978–1989 – był kosmonautą oddziału RKK Energia.
- 1985 – uzyskał stopień kandydata nauk technicznych.
- 1990 – otrzymał stopień doktora nauk technicznych.
- 1994 – ukończył Akademię Dyplomatyczną Ministerstwa Spraw Zagranicznych Federacji Rosyjskiej.

## Kariera kosmonauty
- 1978 – 1 grudnia został wybrany do grupy kosmonautów-inżynierów biura konstrukcyjnego „Energia”. Razem z nim przyjęci wówczas zostali również: Aleksandr Aleksandrow, Aleksandr Bałandin, Aleksandr Ławiejkin, Musa Manarow, Aleksandr Sieriebrow i Władimir Sołowjow.
- 1979–1980 – w grupie kosmonautów przygotowywał się do lotu na stację kosmiczną Salut 6.
- 1980 – jako inżynier pokładowy wspólnie z Władimirem Kowalonokiem rozpoczął trening do wyprawy na stację Salut. Obaj byli w załodze rezerwowej kolejnej stałej misji. Czasowo przerwał jednak przygotowania w związku z koniecznością zastąpienia Giennadija Striekałowa w rezerwowej załodze przygotowującej się lotu Sojuza T-3. Z końcem roku powrócił do zaplanowanego wcześniej szkolenia.
- 1981 – pod koniec lutego przeprowadzono egzaminy w celu wyłonienia załogi podstawowej Sojuza T-4. Pomimo że Kowalonok i Sawinych przygotowywali się do roli dublerów załogi Wiaczesław Zudow – Borys Andriejew, to jednak oni zostali wyznaczeni do udziału locie kosmicznym, który trwał od marca do maja.
- 1982 – 19 sierpnia podczas startu statku Sojuz T-7 był inżynierem pokładowym w załodze rezerwowej. W ekipie tej byli jeszcze Władimir Wasiutin oraz Irina Poronina (dublerka Swietłany Sawickiej).
- 1983 – w kwietniu 1983, na miesiąc przed startem Sojuza T-8, zastąpił w załodze rezerwowej Aleksandra Sieriebrowa.
- 1984 – w lutym i sierpniu po raz kolejny był w załogach dublerów. Za pierwszym razem wspólnie z Władimirem Wasiutinem i Walerijem Polakowem podczas startu Sojuza T-10. W drugim przypadku z Wasiutinem i Jekateriną Iwanową w czasie startu Sojuza T-12. Pod koniec roku został wyznaczony do podstawowego składu 4 stałej wyprawy na stację Salut 7.
- 1985 – w marcu rozpoczął intensywne szkolenie do awaryjnej misji remontowej stacji orbitalnej Salut 7. Dowódcą wyprawy był Władimir Dżanibekow, z którym na początku czerwca wyruszył w kosmos na pokładzie statku Sojuz T-13. We wrześniu do stacji dotarła kolejna załoga. Sawinych kontynuował lot wspólnie z Wasiutinem i Aleksandrem Wołkowem. W listopadzie misja została przedwcześnie przerwana (dla Sawinycha po ponad 168 dniach lotu).
- 1986 – od września przechodził trening w ramach radziecko-syryjskiego programu Maried. Był inżynierem pokładowym w załodze dublerów statku Sojuz TM-3, którego start miał miejsce 22 lipca 1987. Razem z nim szkolili się Anatolij Sołowjow oraz obywatel Syrii Munir H. Habib.
- 1987 – w listopadzie został wyznaczony do pierwszej załogi drugiego radziecko-bułgarskiego lotu kosmicznego, którego dowódcą był Anatolij Sołowjow. 10-dniowa misja doszła do skutku w czerwcu 1988.
- 1989 – 9 lutego opuścił korpus kosmonautów w związku z przejściem do innej pracy.

## Loty załogowe
- „Sojuz T-4”

Swój pierwszy lot kosmiczny rozpoczął 12 marca 1981 na pokładzie statku Sojuz T-4 dowodzonego przez Władimira Kowalonka. Sawinych podczas misji pełnił funkcję inżyniera pokładowego. Kosmonauci stanowili piątą stałą załogę (ostatnią) jaka pracowała na pokładzie stacji orbitalnej Salut-6. Już dzień po starcie obaj znaleźli się na pokładzie zespołu orbitalnego. Ich misja trwała prawie 75 dni. W tym czasie przyjęli m.in. dwie załogi  programu Interkosmos: w marcu radziecko-mongolską – Władimir Dżanibekow – Dżügderdemidijn Gürragczaa, a w maju radziecko-rumuńską – Leonid Popow – Dumitru Prunariu. W czasie lotu kosmonauci zrealizowali program badań obejmujący badania zasobów naturalnych Ziemi, eksperymenty technologiczne i astrofizyczne oraz obserwacje medyczno-biologiczne. Wykonali również szereg prac remontowych wyposażenia stacji. 26 maja [1981 załoga powróciła na Ziemię lądując w odległości około 120 km od Dżezkazganu.
- „Sojuz T-13”

Druga misja kosmiczna, w której wziął udział Wiktor Sawinych była nietypową z kilku względów. Po awarii zasilania stacja Salut 7 zaczęła w sposób niekontrolowany dryfować na orbicie. W tej sytuacji postanowiono wysłać misję ratunkową. Do udziału w niej przygotowano dwóch doświadczonych kosmonautów: Władimira Dżanibekowa oraz znającego świetnie budowę stacji Wiktora Sawinycha. 6 czerwca 1985 na pokładzie Sojuza T-13 wystartowali w kierunku Saluta. Kosmonautom udało się przycumować do z lecącej bezwładnie stacji. Pracując w zimowych ubraniach uruchomili jej systemy co umożliwiło później realizację kolejnych lotów załogowych. 2 sierpnia Sawinych przez pięć godzin pracował w otwartej przestrzeni kosmicznej. Po 112 dniach lotu Dżanibekow powrócił na Ziemię razem z Gieorgijem Grieczko, który przybył na Saluta 7 razem z załogą Sojuza T-14. Na stacji pozostał Sawinych oraz Władimir Wasiutin oraz Aleksandr Wołkow. Z powodu choroby Wasiutina lot musiał zostać przedwcześnie przerwany. Kapsuła z kosmonautami powróciła na Ziemię 21 listopada 1985.
- „Sojuz TM-5”

7 czerwca 1988 kosmonauta ponownie znalazł się w przestrzeni kosmicznej. Razem z Anatolijem Sołowjowem oraz bułgarskim pilotem wojskowym Aleksandrem Aleksandrowem wystartował na pokładzie Sojuza TM-5 w kierunku stacji orbitalnej Mir. Lot był swego rodzaju rekompensatą za nieudaną misję Sojuza 33. Wówczas pierwszy bułgarski kosmonauta Georgi Iwanow nie dotarł na Saluta 6. Dwa dni po starcie doszło do połączenia ze stacją kosmiczną, na której pracowała stała załoga: Władimir Titow i Musa Manarow. Obie ekipy realizowały program badań przygotowany przez radzieckich i bułgarskich naukowców. Przeważały w nim obserwacje powierzchni Ziemi obejmujące przede wszystkim terytorium Bułgarii. Wykonano także badania i eksperymenty medyczno-biologiczne oraz z zakresu materiałoznawstwa. Wykonano również obserwacje astrofizyczne. 17 czerwca kosmonauci powrócili na Ziemię w kapsule pojazdu Sojuz TM-4 lądując około 200 km od Dżezkazganu.

## Po opuszczeniu oddziału kosmonautów
- 1988–2007 – był rektorem Moskiewskiego Instytutu Inżynierów Geodezji, Aerofotografii i Kartografii (obecnie Państwowy Moskiewski Uniwersytet Geodezji i Kartografii). Obecnie pełni funkcję prezydenta tej uczelni.

## Odznaczenia, nagrody i wyróżnienia
- Medal „Złota Gwiazda” Bohatera Związku Radzieckiego – dwukrotnie (1981, 1985)
- Order Lenina – trzykrotnie (1981, 1985, 1988)
- Order „Za zasługi dla Ojczyzny” III i II stopnia (2000, 1994)
- Medal „Za zasługi w podboju kosmosu” (2011, Rosja)[1]
- Nagroda Państwowa ZSRR (1989)
- Nagroda Państwowa Rosji (1996)
- Medal „Złota Gwiazda” Bohatera Bułgarskiej Republiki Ludowej (1988)
- Order Georgija Dimitrowa (1988, Bułgaria)
- Order „Starej Płaniny” przyznany z okazji 15-lecia drugiego radziecko-bułgarskiego lotu kosmicznego (2003, Bułgaria)
- Medal „Złota Gwiazda” Bohatera Mongolskiej Republiki Ludowej (1981)
- Order Suche Batora (1981)
- Order Przyjaźni (2000, Wietnam)
- Członek korespondent Rosyjskiej Akademii Nauk (2006)
- Universal Astronaut Insignia za lot orbitalny (nr 100) – Stowarzyszenie Uczestników Lotów Kosmicznych (Association of Space Explorers(inne języki))[2]

## Wykaz lotów
| Loty i starty kosmiczne, w których uczestniczył Wiktor P. Sawinych        | Loty i starty kosmiczne, w których uczestniczył Wiktor P. Sawinych | Loty i starty kosmiczne, w których uczestniczył Wiktor P. Sawinych | Loty i starty kosmiczne, w których uczestniczył Wiktor P. Sawinych | Loty i starty kosmiczne, w których uczestniczył Wiktor P. Sawinych | Loty i starty kosmiczne, w których uczestniczył Wiktor P. Sawinych | Loty i starty kosmiczne, w których uczestniczył Wiktor P. Sawinych |
| L.p.                                                                      | Data startu                                                        | Statek kosmiczny                                                   | Data lądowania                                                     | Statek kosmiczny                                                   | Funkcja                                                            | Czas trwania                                                       |
| ------------------------------------------------------------------------- | ------------------------------------------------------------------ | ------------------------------------------------------------------ | ------------------------------------------------------------------ | ------------------------------------------------------------------ | ------------------------------------------------------------------ | ------------------------------------------------------------------ |
| 1                                                                         | 12 marca 1981                                                      | Sojuz T-4                                                          | 26 maja 1981                                                       | Sojuz T-4                                                          | Inżynier pokładowy                                                 | 74 dni 17 godzin 37 minut i 23 sekundy.                            |
| 2                                                                         | 6 czerwca 1985                                                     | Sojuz T-13                                                         | 21 listopada 1985                                                  | Sojuz T-14                                                         | Inżynier pokładowy                                                 | 168 dni 3godziny 51 minut i 9 sekund. \                            |
| 3                                                                         | 7 czerwca 1988                                                     | Sojuz TM-5                                                         | 17 czerwca 1988                                                    | Sojuz TM-4                                                         | Inżynier pokładowy                                                 | 9 dni 20 godzin 9 minut i 19 sekund.                               |
| Łączny czas spędzony w kosmosie — 252 dni 17 godzin 37 minut i 51 sekund. |                                                                    |                                                                    |                                                                    |                                                                    |                                                                    |                                                                    |